# مدخل (جغرافيا)
المَدْخَل أو المَسْرَب أو الجُون أو البوغاز من مصطلحات علم البحار، قد يُقصد به جسم مائي ضيّق أو «فتحة» ما بين برّين، قد يكون طبيعيًا (مثلًا مضيق جبل طارق ومضيق الدردنيل) أو مصطنع، وهو المقصود غالبًا، أي جسم مائي ضيّق يصل بحر أو بحيرة واسعة بجسم مائي أصغر في قلب اليابسة مثل ناصفة أو خليج أو بحيرة شاطئية أو هور. وإذا تشكّل مدخل طبيعي بفعل مَثلجة يُسمّى «خلل». وقد تُسمّى المداخل في اللغات الإسكندنافية أيضًا sund أو sound.